# نناد وانیچ
نناد وانیچ (انگلیسی: Nenad Vanić؛ زادهٔ ۳۰ اوت ۱۹۷۰) بازیکن سابق فوتبال و یک مدیر فوتبال اهل صربستان است.